# Lophodermium oleae
Lophodermium oleae är en svampart som beskrevs av A. Pande 2008. Lophodermium oleae ingår i släktet Lophodermium och familjen Rhytismataceae.   Inga underarter finns listade i Catalogue of Life.